# Pretzschendorf
Pretzschendorf là một đô thị thuộc huyện Sächsische Schweiz-Osterzgebirge, bang Sachsen, nước Đức. Đô thị này có diện tích 49,85 km2.